# قربانی‌کردن انسان
قربانی‌کردن انسان یا هبه به معنی کشتن یک انسان برای جلب رضایت خدایان یا خدا است. گوشت قربانی ممکن است خورده شود، امّا هدف آن صرفاً مصرف گوشت نیست، بلکه با ذبح کردن به منظور مصرف گوشت متفاوت است. هبه در ادیان کهن به مفهوم فنا شدن انسان به ویژه فرزند در راه عقیده است. مراسم توسط کاهنان در جایی مخصوص که قربانگاه نامیده می‌شد، اجرا می‌گشت. قربانی‌کردن اسحاق توسط ابراهیم در ادیان ابراهیمی نیز احتمالاً قصه‌ای نمادین از کنارگذاشتن این رسم توسط بنی‌اسرائیل به دستور شاه یوشیا است.

## تاریخچهٔ قربانی کردن انسان

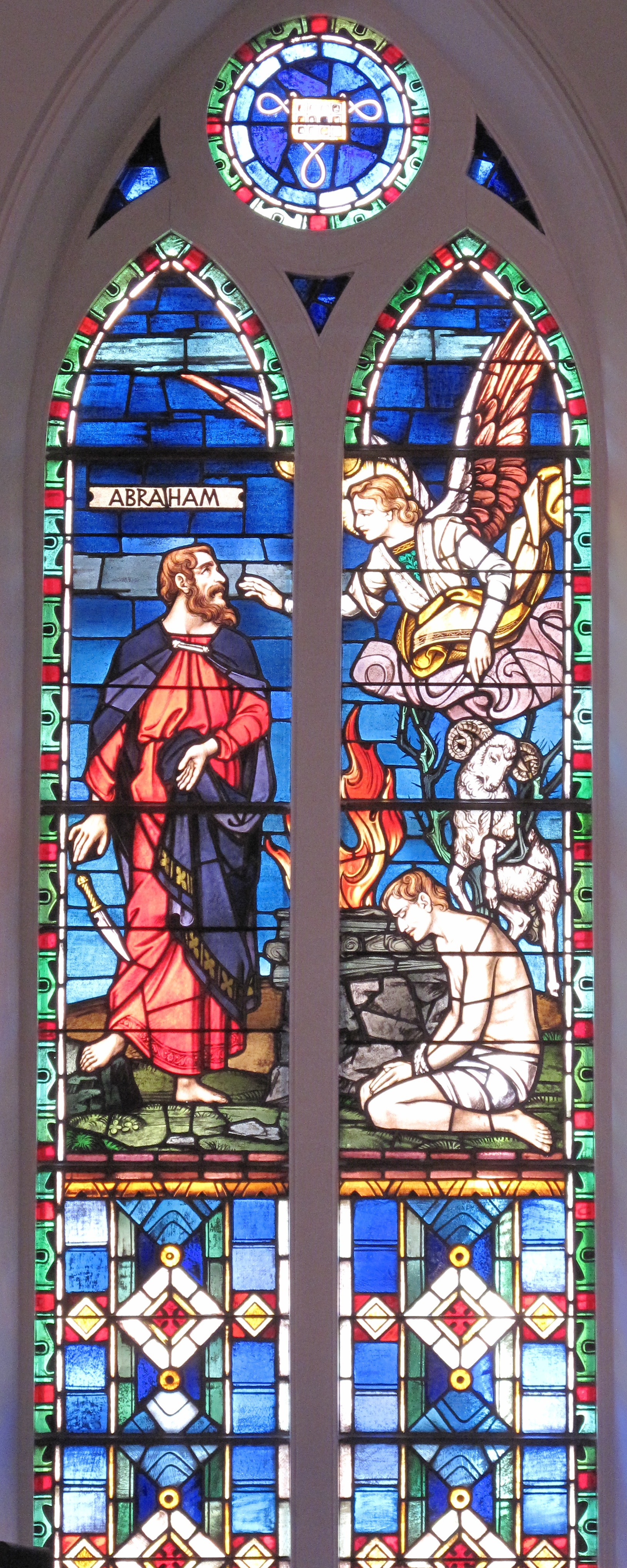
تصویری از لحظهٔ نزول فرشته بر ابراهیم و آوردن قوچی برای قربانی آن به جای اسحاق

هرودوت دربارهٔ پارسیان که از لحاظ دین تحت رهبری مغان قرار داشتند چنین می‌گوید: بر پا داشتن بتان و بنای معابد و قربانگاه نزد ایشان مجاز نیست … به نظر می‌رسد ایشان خدایان را در مخیلهٔ خویش شبیه آدمیان مصوّر نمی‌سازند. در پیش‌گاه خورشید، ماه، خاک و آتش و باد قربانی نثار می‌کنند. از روزگار کهن قربانی نثار این خدایان می‌شد و مراسم قربانی حتماً می‌بایست با شرکت مغان صورت گیرد.
موارد قربانی کردن آدمی نیز دیده شده است. هرودوت بدون اینکه مسئولیت صحت خبر را بر عهده گیرد چنین می‌نویسد: شنیدم که آمستریدا زن خشایار شاه به شکرانهٔ رسیدن به سن کهولت امر کرد دو هفت نفر از جوانان بزرگ‌زادهٔ پارسی را به افتخار ایزدی که در زیر زمین است در گور کنند. به خبر دیگر هرودوت هخامنشیان در فراکیه به رسم قربانی ۹ پسر و ۹ دختر جوان را زنده به گور کردند. هرودوت مغان را به قربانی کردن انسان متهم نمی‌کند و فقط پارسیان را مقصر می‌داند؛ ولی وی اشتباه می‌کند، قتل‌نفس از ویژگی‌های طبقه مغان بود.

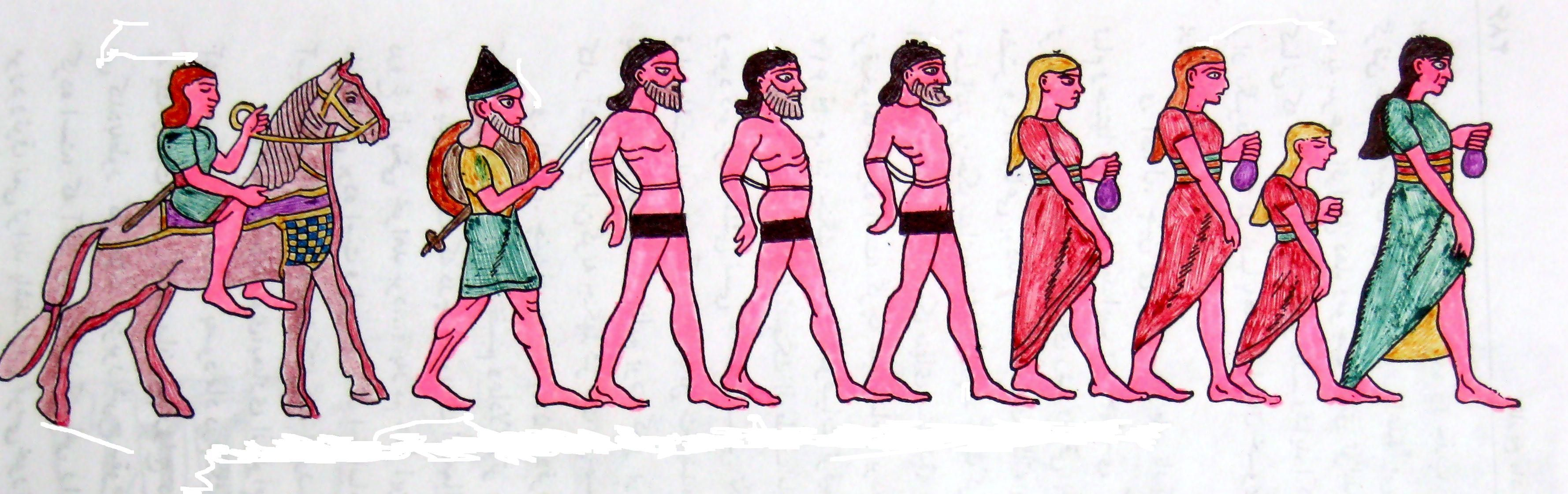
سه قربانی بسوی قربانگاه. سلمنسر سوم از نقش برجستهٔ دروازه بالاوات، قرن ۹ پ.م.

### قربانی کردن انسان در دین‌های ابراهیمی
تورات و بقیهٔ کتب کتاب مقدس یهودی (که یهودیان آن را تنخ، و مسیحیان آن را عهد قدیم می‌نامند) آن را یکی از بدترین گناهان می‌داند و سزای کسی را که فرزند خود را قربانی کند، اعدام قرار می‌دهد. و آن را نکوهش می‌کنند. در تورات مکتوب است:
«چون وارد سرزمینی شوی، که یهوه، خدایت، به تو می‌دهد، نخواهی آموخت که مرتکب همان (کارهای) نفرت‌انگیزی شوی که این ملّت‌ها (مرتکب می‌شوند). بادا که نزد تو کسی یافت نشود که پسرش یا دخترش را از آتش بگذراند (روی آتشگاه قربانگاه قربانی کند)، کسی که حرفهٔ غیب گویی، طالع بینی، جادوگری، ساحری، افسونگری، احضار اشباح و ارواح و مشورت با مردگان را به عمل آورد؛ زیرا هر که این (کارها) را انجام دهد، برای یهوه نفرت‌انگیز است و به سبب همین (کارهای) نفرت‌انگیز است، که یهوه، خدای تو، این (ملت‌ها) را تسلیم تو می‌گرداند»
هم‌چنین در تورات مکتوب است:
«وقتی خداوند، قوم‌های سرزمین‌هایی که در آن ساکن خواهید شد، نابود کند، در پرستیدن خدایانشان از ایشان پیروی نکنید وگرنه در دام مهلکی گرفتار خواهید شد. سؤال نکنید که این قوم‌ها خدایانشان را چگونه می‌پرستیدند و سپس رفته مثل آن‌ها پرستش کنید. هرگز نباید چنین اهانتی به یهوه، خدایتان بکنید. این قوم‌ها کارهای ناپسندی را که خداوند از آن‌ها نفرت دارد، برای خدایانشان به جا می‌آورند. آن‌ها حتی پسران و دخترانشان را برای خدایانشان می‌سوزانند».
در بخش داوران از کتاب عهدقدیم مکتوب است یفتاح، قاضی‌القضات بنی اسرائیل و فرمانده نظامی قوم یهود بود که در جنگ میان قوم بنی اسرائیل با طایفه بنی عمون، نذر کرد که در صورت پیروزی بر دشمن، اولین کسی را که از خانه به استقبال او آید، قربانی یهوه سازد و در آتش بسوزاند. با این حال پس از پیروزی، نخستین کسی که با دف و رقص به پیشواز یفتاح می‌رود، یگانه دخترش است. در این کتاب چنین می‌خوانیم:
« و یفْتاح به مِصْفَه به خانهٔ خود آمد و اینک دخترش به استقبال وی با دف و رقص بیرون آمد و او دختر یگانهٔ او بود و غیر از او پسری یا دختری نداشت. و چون او را دید، لباس خود را دریده، گفت: «آه ای دختر من، مرا بسیار ذلیل کردی و تو یکی از آزارندگان من شدی، زیرا دهان خود را به خداوند باز نموده‌ام و نمی‌توانم برگردم.» و او وی را گفت: «ای پدر من، دهان خود را نزد خداوند باز کردی. پس با من چنان‌که از دهانت بیرون آمد عمل نما، چونکه خداوند انتقام‌تو را از دشمنانت بنی‌عَمّون کشیده‌است.» و به پدر خود گفت: «این کار به من معمول شود. دو ماه مرا مهلت بده تا رفته بر کوه‌ها گردش نمایم و برای بکارت (باکره بودن) خود با رفقایم ماتم گیرم.» او گفت: «برو». و او را دو ماه روانه نمود. پس او با رفقای خود رفته، برای بکارتش (باکره بودنش) بر کوه‌ها ماتم گرفت. و واقع شد که بعد از انقضای دو ماه نزد پدر خود برگشت و او موافق نذری که کرده بود به او عمل نمود. وی مردی را نشناخته بود (باکره بود). پس در اسرائیل عادت شد، که دختران اسرائیل سال به سال می‌رفتند تا برای دختر یفْتاح جِلْعادی چهار روز در هر سال ماتم گیرند.»
در مورد روایت مذکور در بخش داوران از کتاب عهدقدیم، دو احتمال وجود دارد:
1. یفتاح دختر خود را قربانی کرد که در این صورت این عمل او از دید کتاب مقدس محکوم است، زیرا در بالاتر گفته شد که تورات این کار (قربانی کردن فرزندان) را ممنوع اعلام کرده بود.[۸]
2. یفتاح دختر خود را وقف خداوند می‌کند، زیر قربانی انسان بر طبق تورات ممنوع است، پس یفتاح دختر خود را وقف می‌کند و به این سبب یفتاح تا آخر زندگی خود باید مجرد بماند و نمی‌توانست ازدواج کند. همان‌طور که در روایت بالا نیز مشخص است، تأکید بر روی باکره ماندن دختر یفتاح است.[۹] این دیدگاه امروزه مورد تأیید بیشتر مفسّرین کتاب مقدس است.

در تورات، روایت ابراهیم و پسرش اسحاق مکتوب است. ابراهیم که به دستور خداوند باید فرزند خود اسحاق را قربانی می‌کرد، در حالی که خدا تولد او را در سنین کهنسالی به ساره و ابراهیم وعده داده بود، فرشته‌ای در آخرین لحظه جلوی او را می‌گیرد و به ابراهیم می‌گوید: «کارد را بر زمین بگذار و به پسرت آسیبی نرسان. الان دانستم که مطیح خدا هستی، زیرا یگانه پسرت را از او دریغ نداشتی» ابراهیم سپس قوچی را می‌بیند و آن را به جای فرزندش قربانی می‌کند. به باور برخی دین پژوهان و محققان دین، در این داستان روند تکاملی قربانی از انسان به حیوان دیده می‌شود. این موضوع و نهی مردم از قربانی کردن فرزندان خود، امر ساده ای نبود، زیرا قربانی کردن انسان در بسیاری از اقوام دیگر مرسوم بود. در ادامهٔ این روند تکامل دین در جهت برداشتن سنّت قربانی، در مسیحیت، فدا شدن جان عیسی مسیح، در راه رساندن پیام الهی به انسان، به عنوان عالی‌ترین قربانی ای است که نه انسان به خدا، بلکه خدا به انسان داد و نشانهٔ محبت بی اندازهٔ خدا به انسان هاست. این روایت نشان دهندهٔ این است که قربانی کردن برای جلب رضای خدا، اساساً اشتباه است و و در تورات صرفاً به این دلیل مجاز است، تا مردم را از قربانی کردن انسان باز دارد و برای آن جایگزینی قرار دهد، تا مردم به تدریج از قربانی انسان دست بردارند. در نتیجه بر طبق کتاب مقدس مسیحی، نه تنها قربانی کردن انسان، بلکه قربانی کردن حیوانات نیز پس از عیسی مسیح، منسوخ شده و نباید آن را انجام داد.
در اسلام قربانی حیوانات مجدداً برقرار است، و قرآن به آن دستور داده‌است.

## تمدن مایا و تمدن آزتک‌ها
در یک مراسم قربانی را که معمولاً اسیر جنگی بود، لخت‌می‌کردند. پنج کاهن دست و پای قربانی را نگه می‌داشتند و ششمی با کارد سینه‌اش را می‌شکافت. قلبش را درمی‌آورد و خون چکان رو به خورشید می‌گرفت و سپس در طشتی می‌انداخت که بعد آتش زده می‌شد تا دودش به آسمان برود. خود قربانی را نیز، به ویژه اگر جنگجوی شجاعی محسوب می‌شد، پوست می‌کندند و می‌خوردند. غالباً نه یک نفر، که چندین تن را یکجا قربانی می‌کردند.
مراسم اصلی آزتک‌ها اما در ماه آوریل برپا می‌شد. یک اسیر جنگی خوش‌سیما را که یک سال تمام خوب خورانده و پروار کرده بودند، رخت زیبا به تن می‌کردند و سه هفته قبل از اجرای مراسم، چهار دوشیزه در اختیارش می‌گذاشتند که هرکدام سمبل گل، بذر تازه، نمک، و آب بودند. روز مراسم او را به معبدی در شهر مکزیکو می‌بردند تا قلبش را درآورند. روز بعد از این مراسم فرد قربانی سال بعد تعیین می‌شد.

## تفأل از روی کبد انسان
در دورهٔ سارگون بزرگ مورخ به ۲۳۰۰ پ.م. کاهنان غیب‌گو عادتاً پدیده‌های طبیعی یا آن‌چه از امعاء و احشاء موجود در قربانی درک می‌کردند و نشانهٔ وقایعی می‌پنداشتند، یادداشت و ضبط می‌کردند. یادداشت‌های بسیاری از قبیل آن‌چه ذیلاً ذکر می‌شود محفوظ مانده است:

اگر امعاء و احشاء قربانی را کاملاً کیسه صفرا فرا گرفته باشد باشد، این علامت سارگون بزرگ است که طبق این علامت به ایلام عزیمت کرده و ایلامیان را مطیع ساخته و محاصره کرده و راه دریافت خواربار و آذوقه را به روی ایشان خواهد بست.

طبق این سند و اسناد دیگر، کاهنان سارگون یکم برای پیشگویی وقایع آینده و کشف سعد و نحس می‌باید انسانی را قربانی کرده و از روی کبد ایشان وقایع آیندهٔ را برای پادشاه پیش‌بینی می‌کردند. تفأل از روی کبد حتی تا زمان آشور باناپال یعنی حدود ۲۰۰۰ سال ادامه داشت و اغلب قربانی‌ها از اُسرا انتخاب می‌شد، ولی حاکمان خونخوار فرقی میان خودی و دشمن قائل نبودند.

## نگارخانه

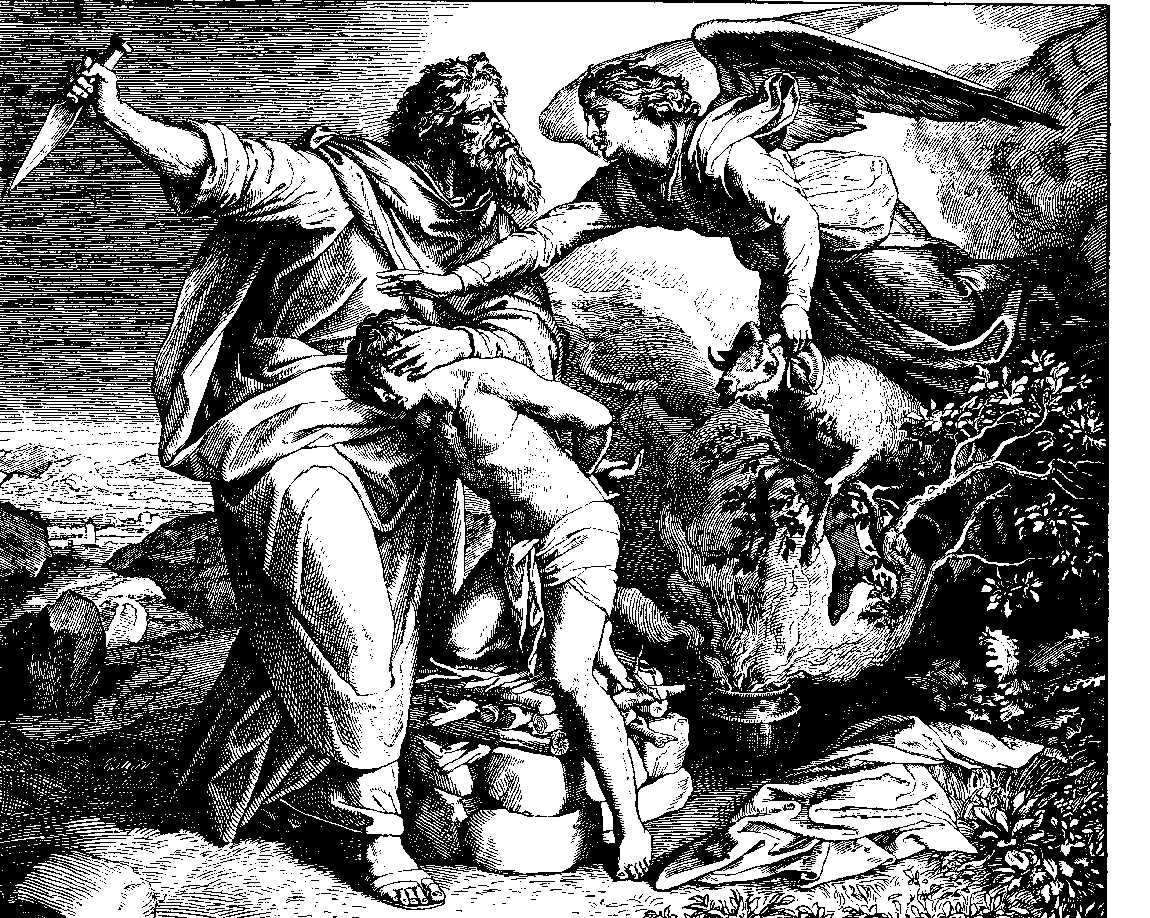
تأثیر یک عادت کهن، بر فرهنگ و هنر بشریت
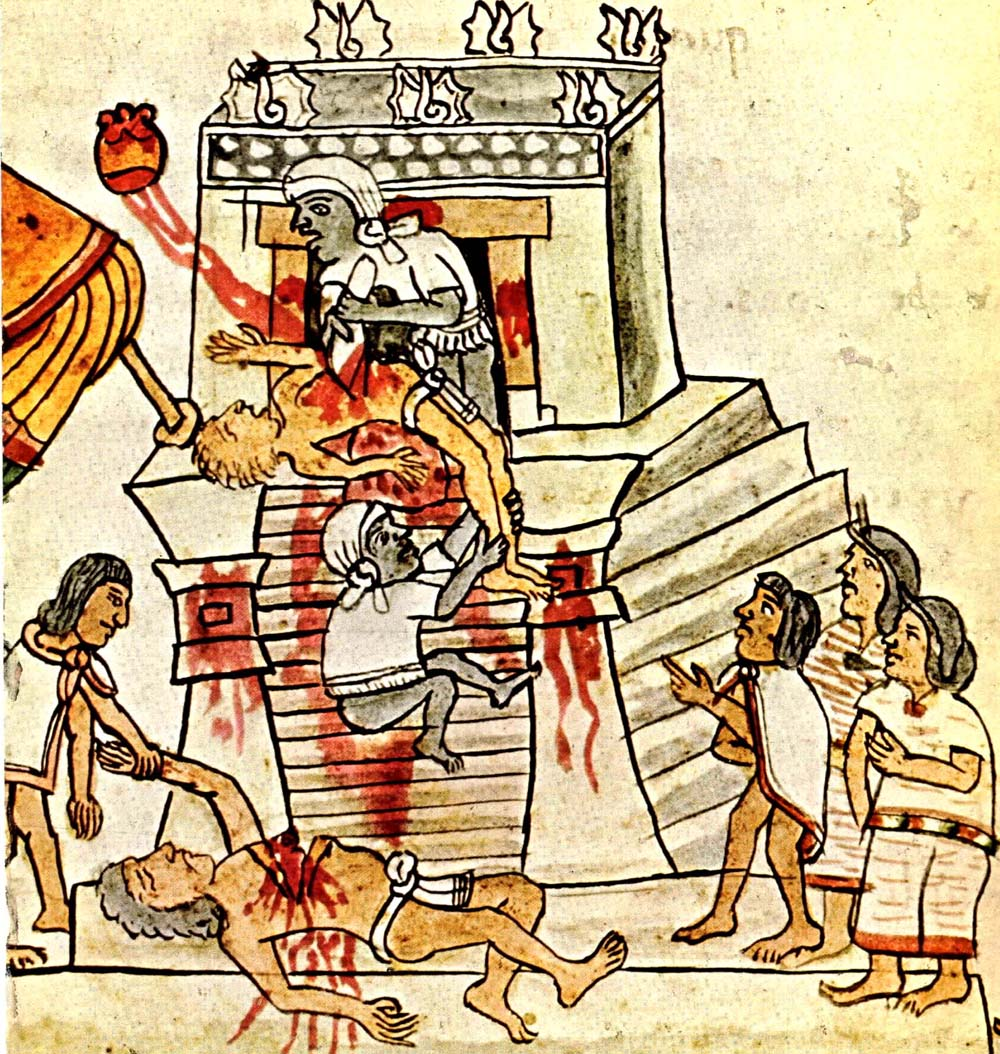
قربانی کردن انسان، از مستندات ماگلیابچیانو
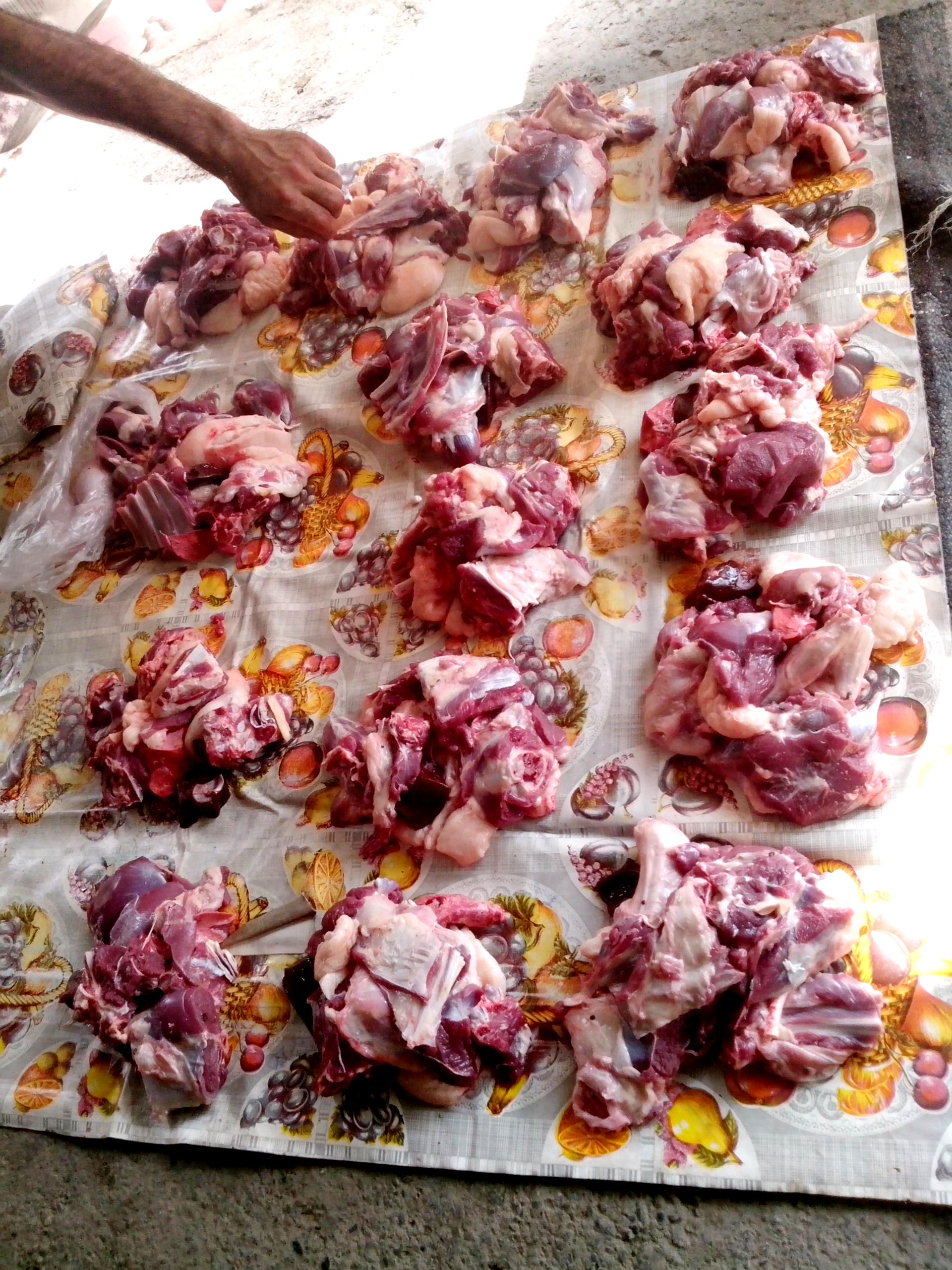
گوشت قربانی برای پخش آماده می‌شود.